# Etheostoma sequatchiense
Etheostoma sequatchiense är en fiskart som beskrevs av Burr, 1979. Etheostoma sequatchiense ingår i släktet Etheostoma och familjen abborrfiskar. Inga underarter finns listade i Catalogue of Life.